# Pereira (Barcelos)
Pereira is een plaats (freguesia) in de Portugese gemeente Barcelos en telt 1 307 inwoners (2001).

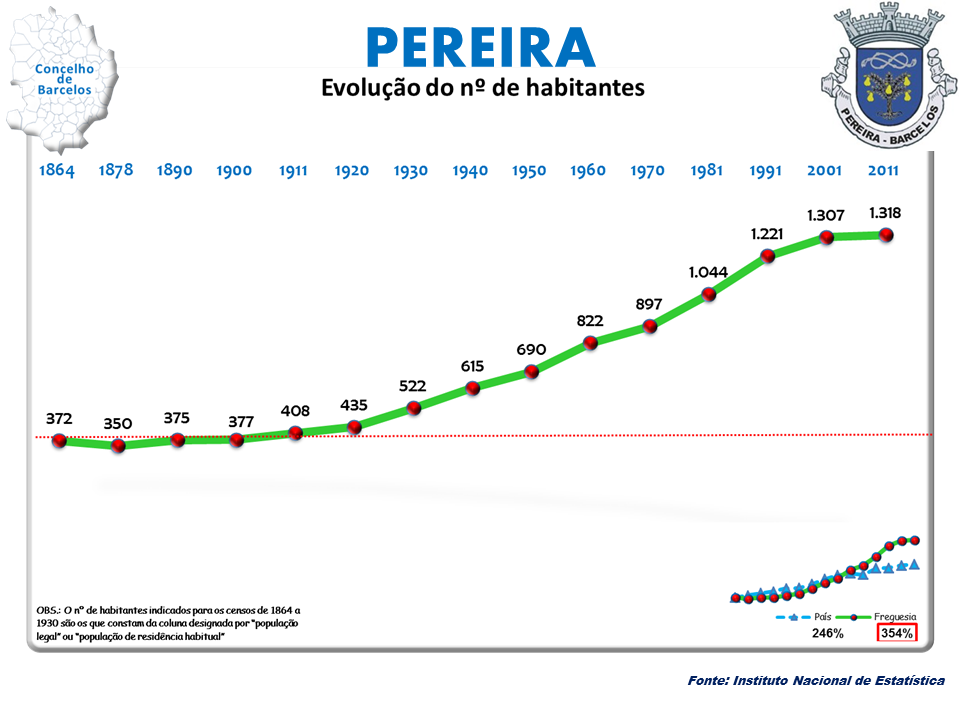
Bevolkingsontwikkeling tussen 1864 en 2011